# 井原線
井原線（日语：／ Ibara sen */?）是一條連結日本岡山縣總社市總社站至廣島縣福山市神邊町神邊站，屬於井原鐵道的鐵路線。當中的總社站－清音站間是與西日本旅客鐵道（JR西日本）伯備線的共用路段，屬於兩線的重複路段。
井原線不能使用Suica、ICOCA等的IC卡，但是在福山站等JR的車站可使用IC卡購入井原鐵道的車票。另外，JR西日本岡山支社也售賣可以在井原線使用的「吉備之國到處遊通行證」。井原鐵道也售賣限週末假日在井原線內使用的「超級假日通行證」。

## 路線資料
- 管轄、路段（營業距離）：總社－神邊間（41.7公里）[2]
  - 清音－神邊間 38.3公里（井原鐵道為第一種鐵道事業者）[2]
  - 總社－清音間 3.4公里（井原鐵道為第二種鐵道事業者。西日本旅客鐵道為第一種鐵道事業者，路線與伯備線共用）[2]
- 軌距：1,067毫米
- 站數：15個（包括起終點站、總社站）[2]
- 複線路段：總社－清音間
- 電氣化路段：總社－清音間電氣化（直流1,500V）、清音－神邊間非電氣化（日语：非電化）
  - 井原線的列車全數以柴油動車組運行[2]
- 閉塞方式：總社－清音間 自動閉塞式、清音－神邊間 自動閉塞式（特殊）
- 最高速度：95公里/小時[1]
- 保安裝置：ATS-SW
- 列車無線（日语：列車無線）：空間波無線方式（JR C型（日语：列車無線#JR在来線における方式の違い））

## 運行形態
目前井原線大約每小時會有兩車次行駛，列出大多是行駛於總社車站至神邊車站之間，東端有部分列車僅駛至清音車站或是自清音車站發車，西端每天有三班次往返的列車在神邊車站直接駛入福鹽線，以福山車站為終點。此外，因為本線的車輛機廠位於早雲之里荏原車站旁，因此配合列車班次的調度，會有部分列車是從早雲之里荏原車站發出或是做為終點站。
列車採用IRT355形氣動車，2010年3月13日起全線採行一人控制方式運作，在通勤通學時間部分列車會採兩輛車廂編組，其他大部分班次都是以單車廂營運。

## 歷史
井笠鐵道自1913年至1925年期間，陸續開通了笠岡車站經北川車站至井原車站、矢掛車站至北川車站之間、井原車站至高屋車站之間的鐵路路線，接著兩備輕便鐵道也在1922年開通了神邊車站至高屋車站的高屋線；這些路線在當時雖然分屬井笠鐵道的本線、矢掛線、高屋線及兩備輕便鐵道高屋線共四條路線，且部分路段也與現在井原線的位置略有不同，但這四條路線在相互串接之後，其服務區域大至與現在的井原線西半段是相同的。後來，兩間業者的高屋線也在1940年被井笠鐵道吸收整併為神邊線。
此後日本國有鐵道也通過了自吉備線總社車站往西經井原至神邊車站之間的路線興建計畫，並在1966年正式動工；也因此井笠鐵道在1967年起陸續停止神邊線、矢掛線及本線的營運，並將鐵路土地賣給負責興建井原線的日本鐵道建設公團供新鐵路使用；但在1980年國鐵由於財務問題開始規劃重整，國鐵的井原線建設計畫遭到中止。
1986年由岡山縣政府、廣島縣政府及沿途的行政區劃政府出資設立井原鐵道，並促成井原線工程於1987年繼續動工，井原線最終也在1999年1月11日開始營運。

## 車站列表
- 軌道 … ∥：複線路段，◇、｜：單線路段（◇為可進行列車交會），∨：此起往下為單線
- 總社站至清音站間，為與西日本旅客鐵道（JR西日本）伯備線的共用路段。

| 中文站名       | 日文站名 | 英文站名 | 站間距離 | 營業距離 | 接續路線                                     | 軌道 | 所在地 | 所在地       |
| -------------- | -------- | -------- | -------- | -------- | -------------------------------------------- | ---- | ------ | ------------ |
| 總社           |          |          | -        | 0.0      | 西日本旅客鐵道： 伯備線、 吉備線（桃太郎線） | ∥    | 岡山縣 | 總社市       |
| 清音           |          |          | 3.4      | 3.4      | 西日本旅客鐵道： 伯備線                      | ∨    | 岡山縣 | 總社市       |
| 川邊宿         |          |          | 2.6      | 6.0      |                                              | ｜   | 岡山縣 | 倉敷市       |
| 吉備真備       |          |          | 2.2      | 8.2      |                                              | ◇    | 岡山縣 | 倉敷市       |
| 備中吳妹       |          |          | 2.9      | 11.1     |                                              | ｜   | 岡山縣 | 倉敷市       |
| 三谷           |          |          | 4.0      | 15.1     |                                              | ◇    | 岡山縣 | 小田郡矢掛町 |
| 矢掛           |          |          | 3.1      | 18.2     |                                              | ◇    | 岡山縣 | 小田郡矢掛町 |
| 小田           |          |          | 5.2      | 23.4     |                                              | ｜   | 岡山縣 | 小田郡矢掛町 |
| 早雲之里荏原   |          |          | 3.4      | 26.8     |                                              | ◇    | 岡山縣 | 井原市       |
| 井原           |          |          | 3.7      | 30.5     |                                              | ◇    | 岡山縣 | 井原市       |
| 出部           |          |          | 1.8      | 32.3     |                                              | ｜   | 岡山縣 | 井原市       |
| 子守歌之里高屋 |          |          | 1.8      | 34.1     |                                              | ｜   | 岡山縣 | 井原市       |
| 御領           |          |          | 3.5      | 37.6     |                                              | ◇    | 廣島縣 | 福山市       |
| 湯野           |          |          | 1.9      | 39.5     |                                              | ｜   | 廣島縣 | 福山市       |
| 神邊           |          |          | 2.2      | 41.7     | 西日本旅客鐵道： 福鹽線                      | ｜   | 廣島縣 | 福山市       |

## 外部連結
- （日語） 井原鐵道 （页面存档备份，存于）